# داريل هالي
داريل هالي (بالإنجليزية: Darryl Haley)‏ هو لاعب كرة قدم أمريكية أمريكي، ولد في 16 فبراير 1961 في غاردينا في الولايات المتحدة.

## وصلات خارجية
- داريل هالي على موقع كلية كرة السلة في سبورتس رفرنس.كوم (الإنجليزية)
- داريل هالي على موقع مرجع كرة القدم المحترفة.كوم (الإنجليزية)